# Triclistus adustus
Triclistus adustus là một loài tò vò trong họ Ichneumonidae.